# 監督教会
監督教会（かんとくきょうかい、英語: Episcopal church）はギリシャ語の原義からこう呼ばれているいくつかの教会で、旧来の司祭・主教・大主教などの聖職者が中心の組織を持つキリスト教教派を指す。特に、宗教改革後にできた長老教会、会衆派教会などに対して聖公会をこう呼ぶことが多い。
アングリカン・コミュニオン（聖公会）では、
- スコットランド監督教会 (スコットランド聖公会)
- アメリカ合衆国監督教会 (米国聖公会)
- 台湾監督教会 (台湾聖公会)

メソジストでは、
- クリスチャン・メソジスト監督教会 (Christian Methodist Episcopal Church)

など

## 参照項目
- 聖公会
- 監督制
- 長老制
- 会衆制